# Медаль «На славу Чернівців»
Медаль «На славу Чернівців» — почесна відзнака Чернівецької міської ради, запроваджена для нагородження нею осіб, які активно сприяли розквіту міста й пропаганді його в Україні та світі, внесли значний внесок у підготовку та відзначення ювілею міста.

## Заснування медалі
Медаль «На славу Чернівців» засновано виконавчим комітетом Чернівецької міської ради 27 листопада 2007 року, в переддень відзначення 600-річчя першої писемної згадки про місто.
Виготовлено 300 штук медалей.

## Положення про нагородження
- Медаллю Чернівецької міської ради «На славу Чернівців» нагороджуються громадяни України та іноземних держав, які внесли найбільший внесок у підготовку та відзначення 600-ліття першої письмової згадки про Чернівці, своєю активною діяльністю сприяли та сприяють соціально-економічному розквіту міста, утвердженню його європейського статусу, колиски мистецтва, архітектури, літератури, музики, науки.
- Нагородження відбувається за рішенням виконавчого комітету міської ради за поданнями міського оргкомітету з підготовки та відзначення 600-річчя м. Чернівців, громадської ради сприяння підготовці та проведенню ювілею, виконавчих органів міської ради, районних в місті рад, громадських організацій та осередків політичних партій, окремих підприємств, установ та організацій всіх форм власності.
- Медаль носиться на лівій стороні грудей та розташовується після державних нагород України, СРСР.

## Опис медалі
Медаль виконана із срібла із позолотою, має форму кола діаметром 28 мм. Планка медалі білого кольору з червоними смужками, що відповідає кольорам прапора Чернівців. Внизу планки — букова віть. На аверсі зображено герб Чернівців та напис — «На славу Чернівців». На реверсі — офіційний логотип ювілею.

## Автор медалі
Автором-розробником медалі є чернівецький художник, Заслужений художник України Орест Іванович Криворучко. Йому було вручено медаль «На славу Чернівців» під номером 1.